# Chojane-Stankowięta
Chojane-Stankowięta – wieś w Polsce położona w województwie podlaskim, w powiecie wysokomazowieckim, w gminie Kulesze Kościelne.
W latach 1975–1998 miejscowość administracyjnie należała do województwa łomżyńskiego.
Wierni kościoła rzymskokatolickiego należą do parafii św. Bartłomieja Apostoła w Kuleszach Kościelnych.

## Historia
Nazwa wsi pochodzi od zdrobnienia imienia Stanisław.
Spis podatkowy z 1580 r. wymienia Choyane Sthankowiętha. Dziedziczyli tu: Jan Chojeński, syn Marcina (5 włók); Szczęsny, syn Andrzeja (10 mórg); Wojciech, syn Szczepana (6 morgów); Andrzej, syn Franciszka (1 włóka). Wzmiankowany również dzierżawca Kasper Kraszowski (1 i ¼ włóki).
W roku 1827 w Chojanech-Stankowiętach 18 domów i 144 mieszkańców.
„Słownik geograficzny Królestwa Polskiego” pod koniec XIX w. pisze: Chojane (lub Chojany), okolica szlachecka, powiat mazowiecki, gmina Chojany, parafia Kulesze. Wymienia Chojane: Bąki, Gorczany, Pawłowięta, Piecki (Piecuchy), Sierocięta, Stankowięta. Informuje, że dawniej istniały Chojane Bozuty i Górki. W tym czasie we wsi ponad 20 gospodarstw drobnoszlacheckich. Wszystkie grunty liczyły 136 ha (95 ha ziemi ornej, 6 ha łąk i 9 ha lasów). Miejscowość włączono do gminy Wysokie Mazowieckie.
W 1921 r. Chojane-Stankowięta liczyły 21 domów i 126 mieszkańców.
Szkoła powszechna, prawdopodobnie przeniesiona z Sierocięt, funkcjonowała od roku 1924. Początkowo liczyła 74 uczniów. W końcu lat 20. została zlikwidowana. Nauczyciel: Antoni Mioduszewski.